# Hailun
Hailun (海伦 ; pinyin : Hǎilún) est une ville de la province du Heilongjiang en Chine. C'est une ville-district placée sous la juridiction de la ville-préfecture de Suihua.

## Démographie
La population du district était de 792 505 habitants en 1999.